# Marguerite Perrou
Marguerite Marie Perrou, po mężu Gaspard (ur. 21 października 1916 w Bordeaux, zm. 5 lutego 2013 w Arcachon) – francuska lekkoatletka, sprinterka, mistrzyni Francji,  olimpijka.

## Życiorys
Wystąpiła na igrzyskach olimpijskich w 1936 w Berlinie, gdzie odpadła w eliminacjach biegu na 100 metrów.
Była mistrzynią Francji w biegu na 100 metrów w 1936 i 1937 oraz w biegu na 200 metrów w latach 1934–1939, a także wicemistrzynią w biegu na 100 metrów w 1938.
Dwukrotnie ustanawiała rekord Francji w biegu na 200 metrów, doprowadzając go do wyniku 25,8 s, uzyskanego 1 sierpnia 1937 w Schaerbeek.

## Rekordy życiowe
Rekordy życiowe Perrou:
- bieg  na 100 metrów – 12,6 s (28 czerwca 1936, Paryż)[6]
- bieg  na 200 metrów – 25,8 s (1 sierpnia 1937, Schaerbeek)